# Javapony
De javapony is een klein paard afkomstig van het eiland Java in Indonesië.

## Geschiedenis
Het ras ontstond door kruisingen van inlandse pony's, waarvan aangenomen wordt dat zij verwant waren aan Mongoolse paarden, met Europese paardenrassen als arabieren en berbers. Dit gebeurde in de 17e eeuw. De paarden werden in de tijd van de kolonisatie onder het zadel gebruikt om westerse toeristen te vervoeren tijdens bergtochten bijvoorbeeld naar de vulkanen Bromo en Papandayan.

## Kenmerken
De javapony is klein maar sterk. De schofthoogte varieert van 1,17 tot 1,27 meter. De ogen zijn levendig en expressief. De oren zijn naar verhouding groot. Het hoofd is meestal lang. De hals is kort en de schoft is duidelijk geprofileerd. De schouders van de javapony staan schuin. De borst is diep maar smal, de rug is lang en het kruis helt licht. De staart is hoog aangezet als bij een arabier en wordt ook zo gedragen. De benen zijn rank als die van een arabier. De pijpen zijn lang maar de gewrichten zijn slechts matig ontwikkeld. De achterbenen zijn soms koehakkig. Desondanks zijn de benen zeer sterk. De javapony komt voor in alle kleuren.

### Karakter
De javapony is een taaie pony met een groot uithoudingsvermogen. Dit komt waarschijnlijk door de vroegere kruisingen met arabieren. De javapony heeft over het algemeen een rustig en geduldig karakter.

## Gebruik
Javapony's kunnen onder het zadel en aangespannen gebruikt worden. Ze worden in Indonesië onder andere gebruikt om de sado (een tweewielige paardentaxi) te trekken. De pony's van dit ras zijn zeer sterk, waardoor er meerdere personen en zware lasten met de sado's getransporteerd kunnen worden. Het berijden van de pony's gebeurde vaak met een traditioneel houten zadel.

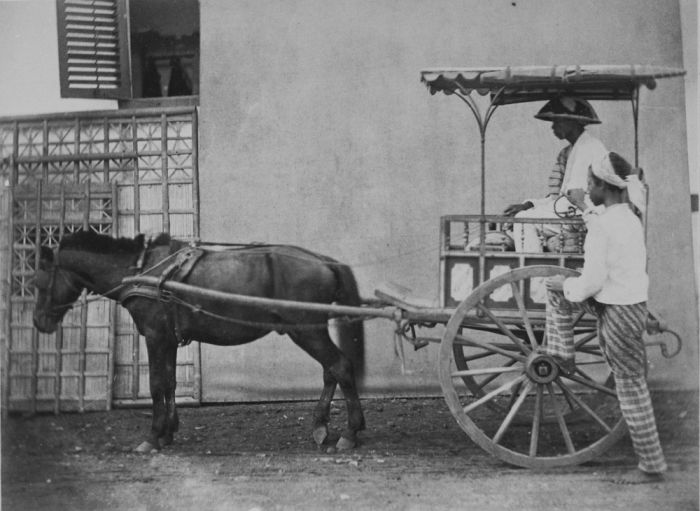
Javapony voor een sado

## Overige
Andere paardenrassen in Indonesië zijn de bali, de batak, de delipony, de gayoe, de sandelhout, de sumbapony en de timorpony.

## Afbeeldingen

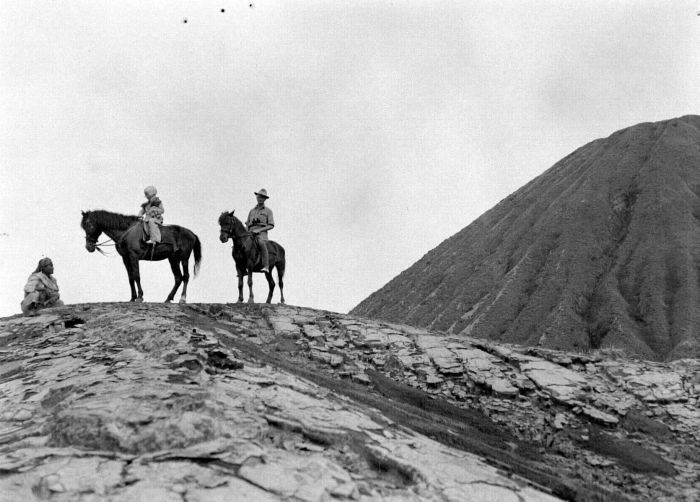
Europese reizigers op weg naar de vulkaan Bromo
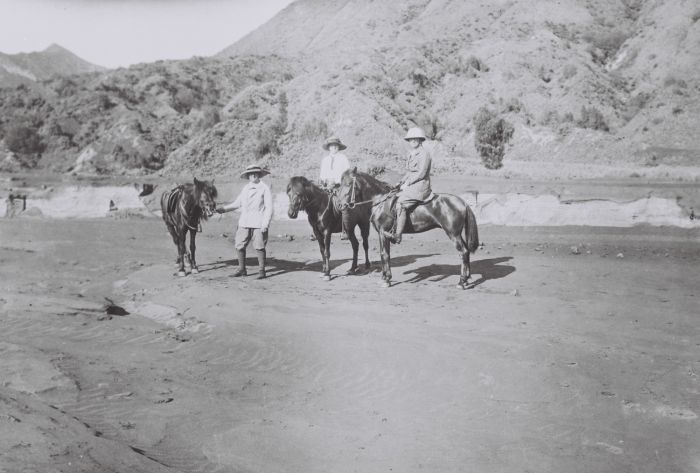
Een familie te paard in de Zandzee bij de vulkaan Bromo
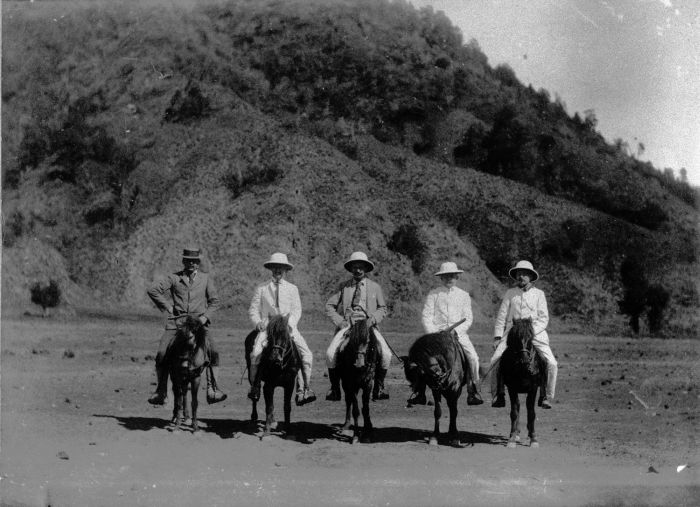
Ruiters in de Zandzee
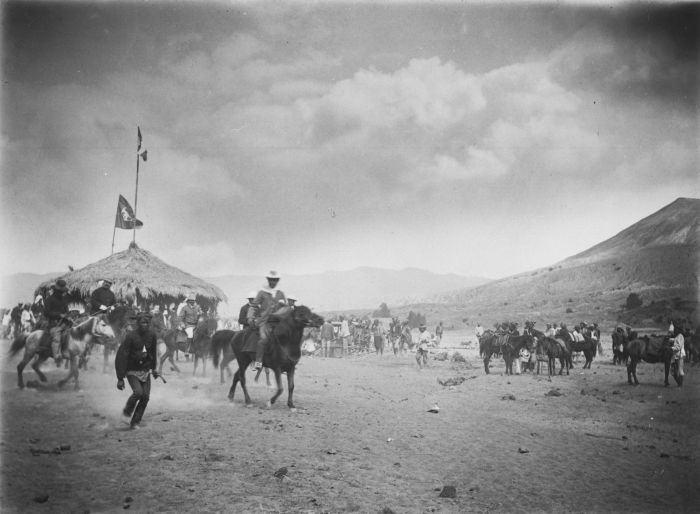
Ruiters in de Zandzee tijdens een bezoek van koning Chulalongkorn van Siam
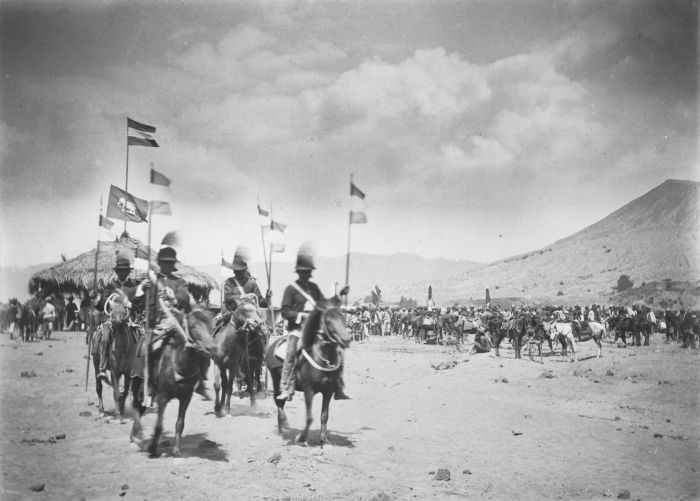
Ruiters in de Zandzee tijdens een bezoek van koning Chulalongkorn van Siam
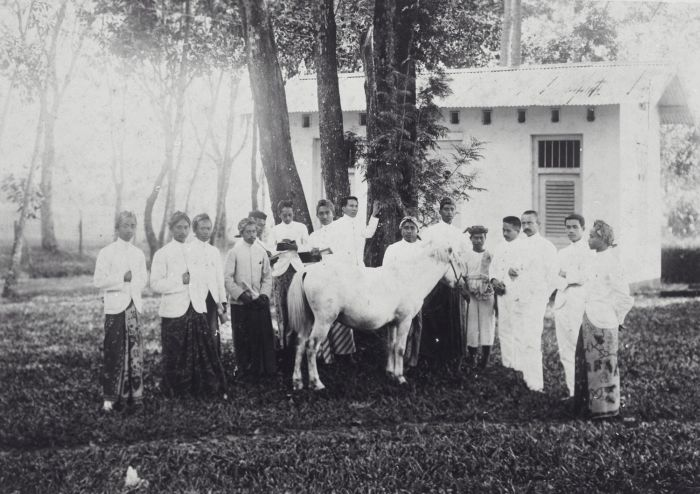
Leerlingen van de Landbouwschool te Buitenzorg krijgen onderricht bij een paard
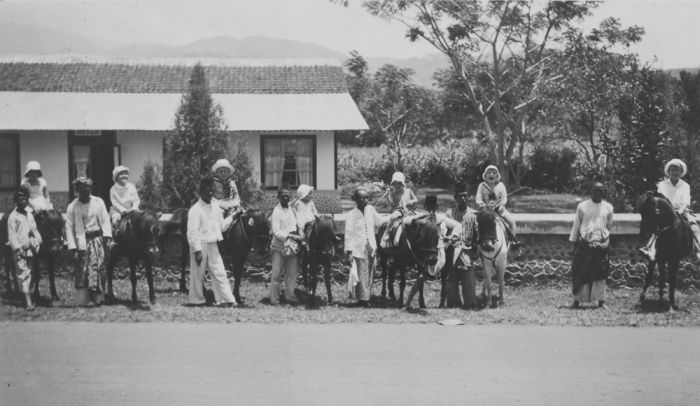
Europese kinderen te paard met Indonesische begeleiders langs een weg bij Tretes
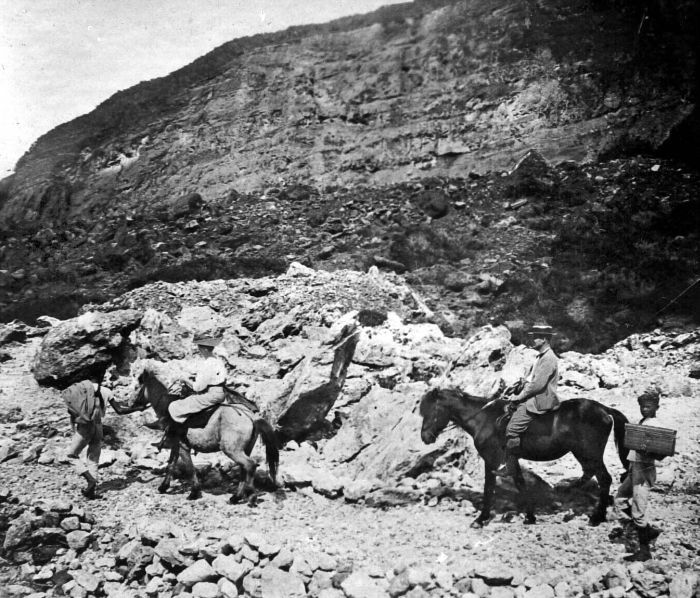
Tocht te paard naar de krater van de Papandayan
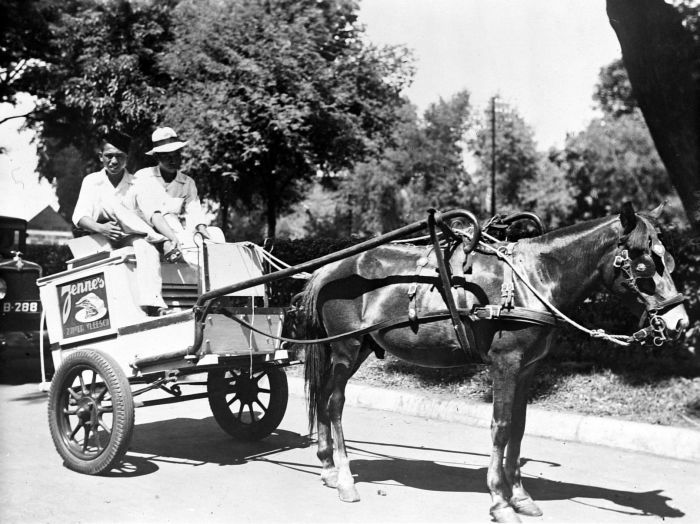
Bestelwagen Jenne en Co. Batavia
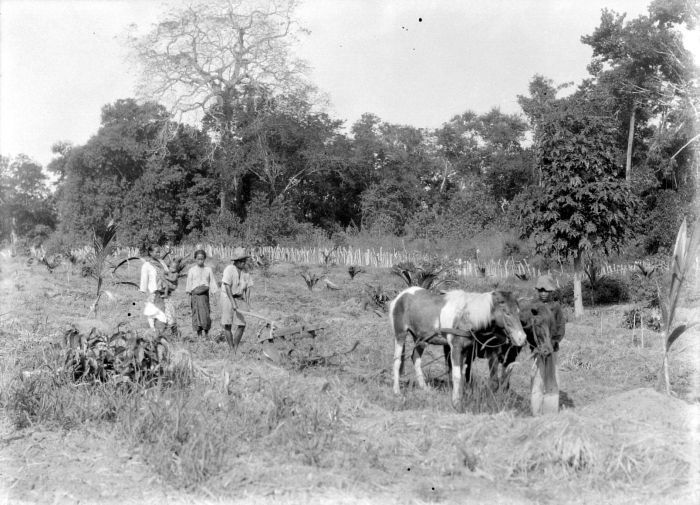
Het ploegen van een stuk grond met een span paarden op plantage Sawarna